# Электростатическое удержание плазмы
Электростатическое удержание плазмы (англ. inertial electrostatic confinement, IEC) — концепция по удержанию плазмы с помощью электростатического поля.
Электростатическое поле, обычно сферически симметричное, но иногда и обладающее цилиндрической симметрией, ускоряет заряженные частицы (электроны или ионы) по направлению к центру или к оси симметрии поля. Ионы могут долгое время удерживаться вблизи центра ловушки, что позволяет достичь управляемой термоядерной реакции.
Одно из первых описаний концепции было выполнено Willam C Elmore и другими в январе 1959.

## История
Вопрос приоритета применения инерционно-электростатических систем для целей осуществления ядерных реакций и прямого преобразования энергии указанных ядерных реакций в электрическую энергию до настоящего момента не решён.
В СССР указанные предложения были впервые сформулированы О. А. Лаврентьевым, в его записке, отправленной в ЦК ВКП(б) 29 июля 1950 года. В своей записке в качестве перспективных с точки зрения ядерного синтеза реакций для термоядерной бомбы О. А. Лаврентьев предложил литиево-водородные реакции: p+7Li=24He+17,2 МэВ и D+6Li=24He+22,4МэВ на основе, так называемого, метода «свободного соударения ядер». Именно это предложение вызвало у политического руководства проекта (имевшего в распоряжении сходные разведывательные данные по американскому ядерному проекту) интерес к персоне начинающего учёного, что позволило О. А. Лаврентьеву поступить в МГУ и начать научную карьеру.
По мнению А. Д. Сахарова, давшего свой отзыв на предложения, научное содержание указанной записки О. А. Лаврентьева имело тривиальный характер. В ней, действительно, содержалось лишь одно оригинальное предложение «электростатического поглощения энергии быстрых частиц в замедляющем электрическом поле» для отбора электрической мощности ядерных реакций, проводимых в удерживаемом электростатическим полем «газовом» (плазменном) объёме.
В своей записке О. А. Лаврентьев предложил, чтобы объём, в котором протекают ядерные процессы, был окружен двумя проводящими оболочками (внутренняя оболочка — сеточный катод) на которые подается разность потенциалов 0,5-1 МВ. По мнению О. А. Лаврентьева ускоренные при протекании ядерных реакций положительно заряженные ядра, пролетев сквозь сетку, должны попадать в замедляющее электрическое поле и, либо без потери энергии отбрасываться назад, в объём, в котором протекают ядерные процессы, либо достигать внешней оболочки, создавая в цепи ЭДС.
В отсутствие иных потерь, условием поддержания реакции является превышение энергии, выделяемой при протекании ядерных реакций, над энергией, отбираемой системой двух оболочек.
По мнению О. А. Лаврентьева, так как в указанной ситуации потери энергии пропорциональны площади оболочек (прямые попадания продуктов ядерных реакций), а выделяемая при протекании ядерных реакций энергия пропорциональна объёму, то всегда можно выбрать такие габариты установки, что при постоянном энергопотреблении внешней цепи условие поддержания реакции будет выполняться.
Сделанное О. А. Лаврентьевым предложение, однако, не учитывало потери энергии на излучение, а также эмиссию нейтральных частиц, уносящих значительную долю энергии. Также проблематична была в то время, да и сейчас остается техническая возможность конструкционного решения, обеспечивающего термоустойчивость для внутренней сетки.
В силу исторических причин предложенные методы электростатического удержания продуктов ядерных реакций для получения электрической энергии не получили приоритетного развития в советской науке.
На момент формулировки указанных тезисных предложений О. А. Лаврентьев не имел высшего образования и не обладал необходимой теоретической, а тем более практической базой знаний.
После смерти И. В. Сталина и расстрела Л. П. Берии, потеряв политическое покровительство, самостоятельно развить свои идеи в масштабный государственной значимости проект он не сумел, а А. Д. Сахаров и И. Е. Тамм были заинтересованы в развитии собственных идей чисто магнитного удержания термоядерной плазмы, где технических, да и физических проблем, как оказалось, объективно было не меньше.
Получив распределение после окончания МГУ в Харьковский физико-технический институт АН УССР, О. А. Лаврентьев продолжил в период 1953—1960 годов, в основном, экспериментальные исследования электростатического, а также магнито-электростатического удержания термоядерной плазмы .
Схема электростатической ловушки высокотемпературной плазмы для целей промышленного термоядерного синтеза была предложена О. А. Лаврентьевым 22 июня 1950, а электромагнитной ловушки высокотемпературной плазмы в виде открытой магнитной ловушки с электростатическим запиранием магнитных щелей — в марте 1951 года.
Публикации по этим вопросам на украинском языке вышли в свет в Украинском физическом журнале в 1963 году.

## Простая электростатическая ловушка
В простой электростатической ловушке ионы плазмы удерживаются внешним электрическим полем, приложенным между внутренней сферической катодной сеткой и внешним сферическим электродом, на поверхности которого размещены дополнительные источники ионов .
С целью увеличения количества удерживаемых в электростатической ловушке ионов О. А. Лаврентьев предложил модификацию электростатической ловушки с измененной полярностью, для которой он полагал необходимым обеспечение принципиально строгой сферичности ионно-оптической системы и строгой сферической фокусировки инжектируемых в систему ионных и электронных потоков.
Схема простой электростатической ловушки с обращенной полярностью, предложенной О. А. Лаврентьевым, приведена на рис. 1.
В этом устройстве высокий положительный потенциал 20-100 кэВ подается на внутренний электрод — 2, представляющий собой двойное полукольцо. Камера откачивается на высокий вакуум, а затем заполняется рабочим газом. В результате фокусировки потоков заряженных частиц, плотная высокотемпературная плазма образуется в центре, вдали от поверхности электродов. В центре осуществляются интенсивные термоядерные реакции, а вблизи электродов плотность плазмы на много порядков ниже и не должна превышать предельного значения, определяемого из условия умеренной тепловой нагрузки на электроды. Внешний электрод — 1 выполнен в виде двух полусфер с водяным охлаждением. Данные о рабочих параметрах установки в работе [5] не приводятся.
О. А. Лаврентьев выдвинул следующие теоретические предположения о возможных физических процессах в простых электростатических ловушках с обращенной полярностью.
Термоядерная плазма образуется в центре системы в результате фокусировки потоков заряженных частиц. В такой плазме при условии строгой радиальной фокусировки и сферической симметрии системы могут возникать виртуальные электроды — катоды и аноды. Они обладают свойствами реальных электродов, но практически не вносят потерь в циркулирующие через них потоки заряженных частиц.
Виртуальные электроды должны образовываться в дрейфовом пространстве, если плотность инжектируемых в плазму потоков заряженных частиц достаточно велика. Первый виртуальный электрод (анод) образуется в указанной системе положительным столбом плазмы тлеющего газового разряда, возникающего между внутренним анодом и внешним катодом. Электроны, эмитируемые внутрь с поверхности сферы, проходя сквозь него, должны образовать второй виртуальный электрод (катод). Часть ионов виртуального анода, ускоряясь электрическим полем между виртуальным анодом и виртуальным катодом должны сформировать третий виртуальный электрод (анод).
Рис.1 Простая электростатическая ловушка.
1 — охлаждаемый катод, 2 — анод.
Между виртуальными электродами также как и между реальными, могут накапливаться заряженные частицы, усиливая начальный поток во много раз.
В приведенной на рис.1 простой электростатической ловушке с обращенной полярностью виртуальные электроды не искажаются сеточной структурой, поэтому количество виртуальных электродов должно увеличиваться как с увеличением размеров устройства, так и с увеличением потока инжектируемых ионов, но с каждым новым электродом увеличивается плотность плазмы и, следовательно, нейтронный выход источника.
Действительно, решение уравнения Пуассона дает для потенциала осциллирующую кривую. Это видно из следующих соображений.
Для двухпотоковой плазменной системы в сферической геометрии с радиальной координатой r уравнение Пуассона для потенциала V выглядит следующим образом (ρe и ρi — плотности зарядов электронов и ионов, соответственно):
(1/r2)(d/r[r2(dV/dr))=4π(|ρe|-ρi), (1)
Если принять за 0 потенциал на виртуальном аноде, то из уравнения сохранения энергии следует:
½Mvi2=|eV(r)|, (2)
½mve2=e(V-V0), (3)
где V0 — потенциал на катоде, M и m — масса ионов и электронов, e — заряд электрона.
Из условия сохранения заряда следует (Ie, i — электронный и ионный токи, ve, i — скорости ионов и электронов):
Ie, i=4πr2ρe, ive, i, (4)
Проведем нормировку радиуса и потенциала:
ф(r)=V(r)/V0 , (5)
R=r/r0 , (6)
где r0 — радиус виртуального анода, ф(r0)=0.
Тогда соотношение (1) можно переписать в виде:
d2ф/dR2+(2/R)(dф/dR)=(K+/R2)(ф-1/2-λ+(1-ф)-1/2), (7)
K+=Ii/|V0|3/2(M/2e)1/2=4πr2ρiф1/2/|V0|, (8)
λ+=(Ie/Ii)(m/M)1/2, (9)
Рис.2. Расчетный график нормированного потенциала для K+=0,7, λ+=λ+max и K+=0,67, λ+=λ+max.
Параметры K+ и λ+ не являются независимыми из-за необходимости удовлетворения граничных условий, и каждому K+ соответствует λ+max .
Рис.3. График локализации параметров K+ и λ+, определяемый граничными условиями.
Предположение об увеличении плотности удерживаемой плазмы с увеличением количества виртуальных электродов иллюстрирует график нормированной плотности ионов ρi= ρi (4πrс2/K+|V0|), приведенный на рис.5.
Рис. 5. График нормированной плотности ионов ρi в простой электростатической ловушке.
Указанные выводы справедливы для ситуации, когда движение частиц строго радиально, а система сферически симметрична.
В системе со сферической фокусировкой вследствие направленного движения потоков частиц к центру их плотность растет как 1/r2 вплоть до некоторого радиуса r0, характеризующего точность сферической фокусировки.
Выделяемая в реакциях мощность пропорциональна произведению объема плазмы на квадрат плотности и растет как 1/r0 с улучшением фокусировки.
С учетом имеющейся эмпирической оценки в интересующем нас интервале энергий 0<ε<150 кВ зависимости сечения реакции синтеза с участием дейтронов σf(ε), измеряемой в барн, от энергии дейтронов ε, измеряемой в кВ [6, Александрович Э.-Г. В., Соковишин В. А., ПТЭ, 1961, Т.5, с. 7-25]: σf(ε)=140∙exp{-44,4/ε1/2}/ε, можно сделать вывод, что скорость ядерной реакции <σfv> в определенном интервале энергий слабо зависит от r, тогда, отталкиваясь от рассуждений О. А. Лаврентьева, предложившего провести усреднение выделяемой в реакциях синтеза мощности по радиусу r, получаем для данной величины следующее соотношение: Pf=4πR3Ef<σfv>ni2(R/r0-1), где R — радиус внешний сферы, ni — средняя плотность ионов, Ef — энергия единичного акта ядерной реакции.
Рассуждая, что степень фокусировки ионного потока зависит от качества электродной структуры ускоряющего промежутка анод- катод, а также от рассеяния ионов друг на друге, а существующие технологические способы формирования ионных потоков с малой расходимостью (многоапертурные ионные источники) позволяют минимизировать влияние геометрических параметров конструкционных элементов до пренебрежимо малого, О. А. Лаврентьев пришел к выводу что наибольший вклад в дефокусировку пучка ионов в идеальном электростатическом устройстве будет вносить кулоновское рассеяние заряженных частиц, имеющее характер многократных взаимодействий с отклонением на малые углы, что может быть учтено статистически.
Усредненный по траектории среднеквадратичный угол отклонения частицы от точного движения по радиусам оценивается как: <θ2>~(1/E)22πe4niLlnΛ, где lnΛ — кулоновский логарифм, L — длина пробега иона до столкновения с сеткой, E — средняя энергия ускоренного электростатическим полем иона.
Отсюда, так как из закона сохранения заряда следует, что nivi/n0maxv0=ro2/R2~<θ2>, где vi и v0 — тепловые скорости ионов на периферии и в центре устройства, n0max — предельно достижимая плотность плазмы в центре электростатической ловушки, а R>>r0, значение для n0max при сферической фокусировке потоков заряженных частиц, ограниченной кулоновским рассеянием, получается следующим: n0max~(Ti/T0)1/2E2/2πe4LlnΛ, где Ti — температура плазмы в положительном столбе разряда, T0 — температура плазмы внутри области фокусировки.
В своих оценках О. А. Лаврентьев не очень корректно полагал температуры внутри области фокусировки и в плазме положительного столба разряда по порядку величины равными.
Оценка показывает, что в идеальном случае, когда наибольший вклад в дефокусировку пучка ионов будет вносить кулоновское рассеяние, плотность плазмы в центре будет на много порядков превосходить плотность плазмы на периферии.
Правда при таких плотностях существенным также станет и газокинетическое рассеяние, что также не учитывается в приведенной выше оценке.
Работы [3 и 4] были переведены на английский язык и послужили одним из побудительных мотивов для Р. Л. Херша в проведении эксперимента, в том числе по проверке высказанных О. А. Лаврентьевым теоретических положений.
Возвращаясь к спору о приоритете, следует сказать, что американская сторона утверждает [7, R.L. Hirsch, Inertial Electrostatic Confinement of Ionized Fusion Gases, Journal of Applied Physics, V. 38, № 11, p. 4522-4534, 1967], что впервые существование локализованного свечения в центре сферически симметричной откачанной на высокий вакуум высокочастотной электроно-умножительной трубки наблюдалось П. Т. Фарнсвортом в 1934 году. Сообщение о наблюдении данного эффекта опубликовано не было, о наблюдении данного эффекта П. Т. Фарнсворт в частной беседе поведал Р. Л. Хершу в 1964 году, связав данный эффект с возможностью образования внутри полого анода связанной с пространственным зарядом фокусируемых в центр полости электронных потоков потенциальной ямы, которая удерживает и накапливает ионы из наполняющего газа. Использовать данный эффект для удержания и накопления термоядерных ионов в небольшом объеме П. Т. Фарнсворт якобы предложил в середине 50-х годов 20 века. Первая теоретическая публикация, в которой изучались проблемы сферически симметричной фокусировки потоков ионов и электронов в системе, предложенной в частном общении В. Х. Велсом в 1954 году и независимо, также в частном общении, П. Т. Фарсвортом в 1956 году, опубликована в США в 1959 году [8, W.C.Watson, J.l. Elmore, K.M.Tuck, On the Inertial-Electrostatic Confinement of a Plasma, The Physics of Fluids, V.2, № 3, p. 239-246, 1959]. Данные об эксперименте по сферически симметричной фокусировке потоков ионов на установке, разработанной Р. Л. Хершем [7] опубликованы в 1967 году.
Открытая магнитная ловушка с электростатическим запиранием магнитных щелей
Открытые магнитные ловушки сами по себе обладают рядом достоинств: высоким допустимым отношением давления плазмы к давлению магнитного поля, магнитогидродинамической устойчивостью плазмы (в системах с так называемым «минимумом В»), возможностью работы в стационарном режиме и относительной конструктивной простотой.
В простейшем варианте открытая магнитная ловушка создается двумя одинаковыми коаксиальными катушками, включенными в одном направлении. При этом магнитное поле между катушками несколько слабее, чем в плоскости катушек, так что центральная часть поля оказывается заключенной между двумя магнитными «пробками», или «зеркалами», — областями с усиленным полем. Отношение поля в пробках Вт к полю в центральной части ловушки В0 принято называть пробочным, или зеркальным отношением: α = Bm/B0.
В открытых магнитных ловушках, также называемых адиабатическими, длительное удержание заряженных частиц основано на сохранении поперечного адиабатического инварианта — отношения поперечной энергии частицы к частоте ларморовского вращения, либо производного от этой величины физического параметра — магнитного момента ларморовского кружка.
Если электрическое поле отсутствует, то при движении заряженной частицы в магнитном поле её скорость ν остается постоянной (сила Лоренца, будучи перпендикулярной к ν, работы не совершает). Кроме того, в сильном магнитном поле, когда ларморовский радиус ρ = v﬩/ωB (v﬩ — поперечная по отношению к В компонента скорости, ωB = еВ/тс — ларморовская частота, е — заряд частицы, т — её масса, с — скорость света) значительно меньше характерной длины изменения магнитного поля, сохраняется также величина: μ=т v2﬩/2B.
Эта величина, имеющая также смысл магнитного момента ларморовского кружка, представляет собой адиабатический инвариант квазипериодического движения.
Поскольку μ = const, при приближении заряженной частицы к пробке поперечная компонента скорости v﬩ возрастает, а так как ν = const, то при этом продольная компонента скорости убывает и при достаточно большом α она может обратиться в нуль. В этом случае частица отразится от магнитной пробки.
Введем в рассмотрение угол θ, составляемый вектором скорости с направлением магнитного поля В. Он равен (π/2) — ψ, где ψ — так называемый шаговый или питч-угол. Нетрудно видеть, что магнитная пробка отражает только те частицы, для которых в центральной части ловушки выполнено, что: sin θ >α-1/2=(B0/Bm)1/2.
Все частицы с углом θ меньше θ0 = arcsin [(B0/Bm)1/2] попадают в «запретный конус» направлений и вылетают из ловушки. Таким образом, адиабатическая ловушка удерживает не все частицы, а лишь те, которые находятся внутри разрешенного конуса направлений.
Удерживаемые ловушкой частицы совершают сравнительно быстрые колебания между точками отражения и при этом медленно переходят с одной силовой линии на другую, испытывая так называемый магнитный дрейф. Скорость этого дрейфа имеет порядок величины vm ~ vp/R, где ρ — ларморовский радиус, R — радиус кривизны силовой линии.
Таким образом, открытые магнитные ловушки имеют крупный недостаток: малое время жизни плазмы из-за больших её потерь вдоль магнитных силовых линий в магнитные щели ловушки.
Для уменьшения потерь плазмы через магнитные щели О. А. Лаврентьевым был предложен способ электростатического запирания магнитных щелей, который состоит в следующем.
В области магнитной щели поток заряженных частиц ограничивается в поперечном направлении заземленными электродами, а за щелью поток перекрывается отрицательно заряженным электродом (или системой электродов).
При достаточно высоком отрицательном потенциале электроны отражаются от этого электрода (отрицательного потенциального барьера) обратно в ловушку, так что единственным каналом потерь электронов из ловушки остается их диффузия через магнитное поле.
В результате этого время жизни электронов значительно возрастает, в ловушке накапливается отрицательный объемный заряд, и плазма приобретает отрицательный электростатический потенциал.
Ионы выходят из ловушки через магнитные щели (на отрицательно заряженные электроды), но для выравнивания скорости потерь электронов и ионов в магнитных щелях автоматически устанавливаются положительные (амбиполярные) потенциальные барьеры, уменьшающие потери ионов из ловушки.
Однако для установления такого ямообразного распределения электростатического потенциала необходимо, чтобы поперечный размер потока частиц в щели не был значительно больше дебаевского радиуса экранирования.
В противном случае, при большей ширине потока, барьер не возникает из-за большого провисания потенциала в щели, и ионы выходят из ловушки без замедления.
Необходимое условие малости поперечного размера магнитных щелей наиболее легко может быть выполнено для различных остроугольных геометрий магнитного паля, создаваемых системой проводников с противоположным направлением тока в соседних проводниках (в антипробкотронах, или мультиполях).
Такая комбинация остроугольного магнитного поля с электростатическим запиранием магнитных щелей и получила название «электромагнитной ловушки».
Таким образом, в электромагнитной ловушке электронная компонента плазмы удерживается внешними магнитным и электростатическим полями, а ионная компонента — электростатическим полем объемного заряда не скомпенсированных электронов. При этом время жизни плазмы в ловушке определяется скоростью диффузии электронов через магнитное поле, а скорость потерь ионов подстраивается под скорость потерь электронов регулированием величин потенциальных барьеров в магнитных щелях.
Наряду с отмеченными выше достоинствами, присущими всему классу открытых ловушек, специфической особенностью электромагнитных ловушек является возможность создания и нагрева плазмы простым методом инжекции через магнитные щели потоков высокоэнергичных электронов (а также при определенных условиях и ионов). При этом остроугольное магнитное поле с его центральной областью не адиабатического движения частиц обеспечивает эффективный захват инжектированных потоков. Захваченные электроны производят ионизацию рабочего газа и отдают часть своей энергии холодной плазме. Такая «барьерная» инжекция электронов, производящаяся с отрицательно заряженного запирающего электрода-катода, является наиболее энергетически экономичной по сравнению со всеми другими способами создания и нагрева плазмы в электромагнитных ловушках. Это связано с тем, что электроны, выходящие обратно на запирающий электрод-катод, не выносят из ловушки энергии (кроме малой «надбарьерной добавки»), а отдают её электрическому полю. Так как одновременно с уходом электронов через барьер производится их инжекция с барьера, электрическое поле передает полученную от уходящих электронов энергию непосредственно инжектируемым, возвращая её в плазму без потерь, то есть происходит рекуперация энергии. Потеря энергии электронами связана только с их диффузией через магнитное поле.
Логика развития проводимых научных исследований, в конце концов, привела О. А. Лаврентьева к идее многощелевых открытых магнитных ловушек термоядерной плазмы с электростатическим запиранием магнитных щелей [5, O.A.Лаврентьев, В. А. Сидоркин, В. П. Гончаренко, Ю. С. Азовский, С. А. Вдовин, «Исследование многощелевой электромагнитной ловушки», УФЖ, 1974, т. 19, № 8, с. 1277—1280].

## Реализации
Наиболее известным устройством, использующим IEC  является Фузор Фарнсуорта — Хирша, описанный в 1967 году. 
Он состоит из двух концентрических спиральных электропроводящих сеток, находящихся в вакуумной камере. В камеру вводится небольшое количество термоядерного топлива, которое ионизируется напряжением между сетками. Положительно заряженные ионы ускоряются к центру камеры и между ними может произойти реакция синтеза.
Фузоры являются достаточно простыми для изготовления любителями или небольшими лабораториями. Фузоры способны производить термоядерные реакции, но не могут производить сколь-либо значимое количество энергии. Они являются опасными в обращении, т.к. используют высокое напряжение и могут излучать радиацию (нейтроны, гамма-лучи, рентген). Фузоры применяются в качестве коммерческих нейтронных источников, например под марками FusionStar и NSD-Fusion.
Существует несколько проектов по решению основных проблем, присущих фузорам. В оригинальном устройстве некоторые ионы сталкиваются с сетками, нагревая их и загрязняя плазму тяжелыми ионами. Поливелл (Polywell) использует магнитные поля для создания виртуального электрода. В другом проекте для захвата электронов используется Ловушка Пеннинга.. Третий проект MARBLE использует электростатическую оптику для удержания ионов вдали от проводников сетки.